# Arielulus societatis
Arielulus societatis es una especie de murciélago de la familia Vespertilionidae.

## Distribución geográfica
Es endémica de Malasia peninsular.